# 本郷町 (静岡市)
本郷町（ほんごうちょう）は、静岡市清水区の地名。丁番を持たない単独町名である。住居表示は実施済み。

## 地理
北及び東で辻、南で江尻東、西で宮代町に隣接する。
清水駅前に発達する市街地の一角を占める。国道1号が東と南の境界線となり、雑居ビル、ホテル、マンション、商店、住宅が混在する。

## 歴史

### 沿革
- 1924年（大正13年）
  - 1月13日 - 江尻町・辻町が安倍郡入江町に編入し、同日に廃止。
  - 2月11日 - 入江町が清水町、不二見村、三保村が合併して清水市が発足。
- 1938年（昭和13年）8月8日
  - 江尻大和町が江尻（一部）・江尻出作（一部）・入江（一部）より新設。
  - 江尻竹下町が江尻（一部）・江尻出作（一部）より新設。
- 1939年（昭和14年）7月1日 - 大和町、辻町一丁目が辻（一部）より新設。
- 1973年（昭和48年）7月1日 - 江尻（一部）・大和町（一部）・江尻大和町（一部）・江尻竹下町（一部）・寿町一丁目（一部）より本郷町が新設され、住居表示化。
- 2003年（平成15年）4月1日 - 清水市が静岡市と合併し、改めて静岡市が発足。本郷町は「清水本郷町」に改称。
- 2005年（平成17年）4月1日 - 静岡市が政令指定都市に移行し、旧町域は清水区となる。清水本郷町は「本郷町」に改称。

## 世帯数と人口
2021年（令和3年）9月30日現在の世帯数と人口は以下の通りである。
| 大字   | 世帯数  | 人口  |
| ------ | ------- | ----- |
| 本郷町 | 332世帯 | 655人 |

## 小・中学校の学区
市立小・中学校に通う場合、学区は以下の通りとなる。
| 番・番地等 | 小学校               | 中学校                 |
| ---------- | -------------------- | ---------------------- |
| 本郷町     | 静岡市立清水辻小学校 | 静岡市立清水第一中学校 |

## 交通

### 鉄道
- 町内に鉄道はない。最寄駅は東海道本線の清水駅。

### バス
- しずてつジャストライン -「江尻東」停留所

### 道路
- 国道1号
- 東海道

## 施設
- 本郷公園
- 妙蓮寺
- 吉濱稲荷神社
- 東横INN静岡清水駅前
- マックスバリュエクスプレス清水駅前店